# 2008年北京オリンピックのフランス選手団
2008年北京オリンピックのフランス選手団（2008ねんペキンオリンピックのフランスせんしゅだん）は、2008年8月8日から8月24日にかけて中国の北京を主として開催された2008年北京オリンピックのフランス選手団、およびその競技結果。

## 概要
今大会は金メダル7個、銀メダル16個、銅メダル20個の合計43個のメダルを獲得した。

## メダル
| メダル | 選手名 | 競技                 | 種目                              |
| ------ | --- | -------------------- | --------------------------------- |
| 金     | アラン・ベルナール | 競泳                 | 男子100m自由形                    |
| 金     | スティーブ・ゲノ | レスリング           | 男子グレコローマンスタイル66kg級  |
| 金     | リュック・アバロ ジョエル・アバティ セドリック・ビュルデ ディディエ・ディナール ジェローム・フェルナンデス ベルトラン・ジル ギヨーム・ジル オリビエ・ジロー ミカエル・ギグー ニコラ・カラバティク ダウダ・カラブ クリストフ・ケンプ ダニエル・ナルシス ティエリー・オメイエル セドリック・パティ | ハンドボール         | 男子                              |
| 金     | ジュリアン・アプサロン | 自転車               | 男子MTBクロスカントリー           |
| 金     | アンヌ＝カロリーヌ・ショソン | 自転車               | 女子BMX                           |
| 金     | ファブリス・ジャネ ジェローム・ジャネ ウルリク・ロベイリ | フェンシング         | 男子エペ団体                      |
| 金     | ジュリアン・ピレ ボリス・サンソン ニコラ・ロペス | フェンシング         | 男子サーブル団体                  |
| 銀     | マイディーヌ・メキシベナバ | 陸上                 | 男子3000m障害                     |
| 銀     | アモリ・ルボー | 競泳                 | 男子50m自由形                     |
| 銀     | アモリ・ルボー ファビアン・ジロ フレデリック・ブスケ アラン・ベルナール グレゴリー・マレー ボリス・スタイメッツ | 競泳                 | 男子4×100m自由形リレー            |
| 銀     | ケダフィ・ジェルヒール | ボクシング           | 男子フェザー級                    |
| 銀     | ダウダ・ソウ | ボクシング           | 男子ライト級                      |
| 銀     | トマ・ブーアイ | 体操                 | 男子跳馬                          |
| 銀     | ジュリアン・ボンタン | セーリング           | 男子RS-X級                        |
| 銀     | ヴェンセラス・ダバヤティアンチュ | ウエイトリフティング | 男子69kg級                        |
| 銀     | グレゴリー・ボジェ ケヴィン・シロー アルノー・トゥルナン | 自転車               | 男子チームスプリント              |
| 銀     | ジャンクリストフ・ペロー | 自転車               | 男子MTBクロスカントリー           |
| 銀     | レティシア・ル・コルギエ | 自転車               | 女子BMX                           |
| 銀     | ファブリス・ジャネ | フェンシング         | 男子エペ個人                      |
| 銀     | ニコラ・ロペス | フェンシング         | 男子サーブル個人                  |
| 銀     | バンジャマン・ダルベレ | 柔道                 | 男子66kg級                        |
| 銀     | リュシ・デコス | 柔道                 | 女子63kg級                        |
| 銀     | ファビアン・ルフェーブル | カヌー               | 男子K1人乗り                      |
| 銅     | メディー・バアラ | 陸上                 | 男子1500m                         |
| 銅     | マニュエラ・モントブラン | 陸上                 | 女子ハンマー投                    |
| 銅     | アラン・ベルナール | 競泳                 | 男子50m自由形                     |
| 銅     | ユーグ・デュボス | 競泳                 | 男子100m平泳ぎ                    |
| 銅     | ユーグ・デュボス | 競泳                 | 男子200m平泳ぎ                    |
| 銅     | ジョナタン・コフィク ピエール＝ジャン・ペルティエ ジュリアン・バエン セドリック・ベレスト | ボート               | 男子クオドルプルスカル            |
| 銅     | ジュリアン・デプレ バンジャマン・ロンドー ジェルマン・シャルダン ドリアン・モルテレット | ボート               | 男子舵なしフォア                  |
| 銅     | アレクシス・バスティーヌ | ボクシング           | 男子ライトウェルター級            |
| 銅     | ブノワ・カラノブ | 体操                 | 男子個人総合                      |
| 銅     | クリストフ・ゲノ | レスリング           | 男子グレコローマンスタイル74kg級  |
| 銅     | ヤニック・シュチョパニア | レスリング           | 男子グレコローマンスタイル120kg級 |
| 銅     | オリビエ・ボセ ニコラ・シャルボニエ | セーリング           | 男子470級                         |
| 銅     | ギヨーム・フローラン | セーリング           | 男女混成フィン級                  |
| 銅     | ミカエル・ブルガン | 自転車               | 男子スプリント                    |
| 銅     | テディ・リネール | 柔道                 | 男子100kg超級                     |
| 銅     | ステファニー・ポサメ | 柔道                 | 女子78kg級                        |
| 銅     | アントニー・テラス | 射撃                 | 男子スキート                      |
| 銅     | マリー・デラットル アンヌ＝ロール・ビアール | カヌー               | 女子K2人乗り500m                  |
| 銅     | ビルジニー・アルノルド ソフィ・ドドゥモン ベランジェール・シュー | アーチェリー         | 女子団体                          |
| 銅     | グウェレディズ・エパンゲ | テコンドー           | 女子67kg級                        |

## ハンドボール
| - 男子 - - ジェローム・フェルナンデス - ディディエ・ディナール - セドリック・ビュルデ - ギヨーム・ジユ - ベルトラン・ジユ - ダニエル・ナルシス - オリヴィエ・ジロー - ダウダ・カラブエ - ニコラ・カラバティク - クリストフ・カンプ - ティエリ・オメイエ - ジョエル・アバティ - リュック・アバロ - ミカエル・ギグー - セドリック・パティ | - 女子（世界最終予選3組での獲得） - 5位 |

## 自転車

### ロードレース
男子
- 個人ロードレース
  - ジェローム・ピノー - 14位
  - レミ・ポリオル - 34位
  - シリル・デセル - DNF
  - ピエリック・フェドリゴ - DNF
  - ピエール・ロラン - DNF

女子
- 個人ロードレース
  - クリステル・フェリエ・ブリュノー - 13位
  - マリリーヌ・サルヴェタ - 14位
  - ジャニー・ロンゴ＝シプレリ - 24位
- 個人タイムトライアル
  - ジャニー・ロンゴ＝シプレリ - 4位
  - マリリーヌ・サルヴェタ - 20位

### トラックレース
男子
- チームスプリント
  - グレゴリー・ボジェ、ケヴィン・シロー、アルノー・トゥルナン -
- ポイントレース
  - クリストフ・リブロン - 21位
- ケイリン
  - アルノー・トゥルナン - 6位
  - グレゴリー・ボジェ - 7位
- 個人追い抜き
  - ファビアン・サンチェス - 予選15位
- 団体追い抜き
  - ダミアン・ゴダン、マテュー・ラダニュー、クリストフ・リブロン、ニコラ・ルソー - 5位
- マディソン
  - マテュー・ラダニュー、ジェローム・ヌヴィユ - 7位
- スプリント
  - ミカエル・ブルガン - 
  - ケヴィン・シロー - 5位

女子
- ポイントレース
  - パスカル・ジュラン - 7位
- 女子スプリント
  - クララ・サンチェス - 5位

### マウンテンバイク
男子
- クロスカントリー
  - ジュリアン・アプサロン - 
  - ジャン＝クリストフ・ペロー - 
  - セドリック・ラヴァネル - 14位

女子
- クロスカントリー
  - ローランス・ルブシュ - 17位

### BMX
男子
- レーシング
  - トマ・アリエ - 予選敗退
  - ダミアン・ゴデ - 8位

女子
- レーシング
  - アンヌ＝カロリーヌ・ショソン - 
  - ラエティティア・ル・コルギエ -